# Kanton Melun-Sud
Der Kanton Melun-Sud war bis 2015 ein französischer Wahlkreis im Arrondissement Melun im Département Seine-et-Marne und in der Region Île-de-France; sein Hauptort war Melun, Vertreter im Generalrat des Départements war von 1986 bis 2011 Jean-Claude Agisson (UMP), ihm folgte Denis Jullemier (ebenfalls UMP) nach.

## Gemeinden
Der Kanton umfasste einen Teil der Stadt Melun (angegeben ist hier die Gesamteinwohnerzahl der Stadt, im Kanton selbst lebten etwa 17.500 Einwohner) und weitere zwei Gemeinden:
| Gemeinde        | Einwohner Jahr | Fläche km² | Bevölkerungsdichte | Postleitzahl | Code INSEE |
| --------------- | -------------- | ---------- | ------------------ | ------------ | ---------- |
| Livry-sur-Seine | 1906 (2013)    | –          | – Einw./km²        | 77000        | 77255      |
| Melun           | 40066 (2013)   | –          | – Einw./km²        | 77000        | 77288      |
| La Rochette     | 3238 (2013)    | –          | – Einw./km²        | 77000        | 77389      |